# Kortenaken
Kortenaken – miejscowość i gmina (gemeente) w Belgii, w Regionie Flamandzkim, w prowincji Brabancja Flamandzka, w okręgu Leuven. 1 stycznia 2024 roku liczyła 7949 mieszkańców.

## Podział administracyjny
W skład gminy wchodzą cztery dzielnice (deelgemeente):
- Hoeleden
- Kersbeek-Miskom
- Ransberg
- Waanrode

## Demografia
- Źródła: NIS, od 1806 do 1981= według spisu; od 1990 liczba ludności w dniu 1 stycznia

1 stycznia 2024 całkowita populacja Kortenaken liczyła 7949 osób. Łączna powierzchnia gminy wynosi 49,44  km², co daje gęstość zaludnienia 161 mieszkańców na km².